# Petín
Petín là một đô thị trong tỉnh Ourense, thuộc vùng Galicia ở tây bắc Tây Ban Nha. Dân số 1131 (Spanish 2001 Census) và diện tích 31 km².